# Quassiremus evionthas
Quassiremus evionthas is een  straalvinnige vissensoort uit de familie van slangalen (Ophichthidae). De wetenschappelijke naam van de soort is voor het eerst geldig gepubliceerd in 1890 door Jordan & Bollman. Zij hanteerden de naam Ophichthus evionthas. De soort werd aangetroffen in de Galapagoseilanden.
De soort staat op de Rode Lijst van de IUCN als Niet bedreigd, beoordelingsjaar 2022.